# Mick Jones (labdarúgó, 1945)
Mick Jones (Shireoaks, 1945. április 24. – ) angol válogatott labdarúgó.

## Pályafutása

### Klubcsapatokban
Jones labdarúgó-pályafutását az angol élvonalbeli Sheffield United csapatában kezdte; a klub színeiben 1963 és 1967 között összesen száznegyvenkilenc élvonalbeli mérkőzésen lépett pályára, amelyeken hatvanhárom gólt szerzett. 1967-ben leigazolta őt a szintén élvonalbeli Leeds United csapata; a klubbal kétszer nyert angol bajnokságot, valamint egy-egy angol kupát, szuperkupát és ligakupát. A klubbal háromszor szerepelt Vásárvárosok kupája döntőben; 1967-ben nem sikerült nyerniük a döntőben, azonban 1968-ban és 1971-ben már igen. Jones a Leeds csapatával szerepelt az 1973-as kupagyőztesek Európa-kupája-döntőjében is. Jones nyolc találatával az 1969–1970-es bajnokcsapatok Európa-kupájának gólkirálya lett. 1975-ben vonult vissza a Leeds csapatától.

### A válogatottban
1965 és 1970 között három alkalommal lépett pályára az angol labdarúgó-válogatottban.

## Sikerei, díjai
Leeds United
- Angol bajnok (2): 1968–69, 1973–74
- Angol kupa (1): 1971–72
- Angol szuperkupa (1): 1969
- Angol ligakupa (1): 1967–68
- VVK-győztes (2): 1967–68, 1970–71
- Bajnokcsapatok Európa-kupája gólkirály: 1969–70 (8 gól)